# Bundesstraße 436
De Bundesstraße 436 is een Duitse bundesstraße die een verbinding vormt tussen de A31 ten westen van Weener en de A29 ten westen van Sande. Ten noorden van Leer heeft de weg een aansluiting op de A28 richting Oldenburg en het Nederlandse Groningen.

## Geschiedenis
Tussen 1834 en 1840 werd de chaussee tussen Leer en Aurich op kosten van het Koninkrijk Hannover aangelegd. Tussen 1840 en 1854 gevolgd door de chaussee tussen Leer en de Nederlandse grens bij Nieuweschans.
Het gedeelte tussen Leer en Hesel was vroeger onderdeel van de B75. Na het gereedkomen van de vrijwel parallel verlopende A28 is deze op het traject Oost-Friesland - Oldenburg - Delmenhorst grotendeels gedegradeerd tot landesstraße.

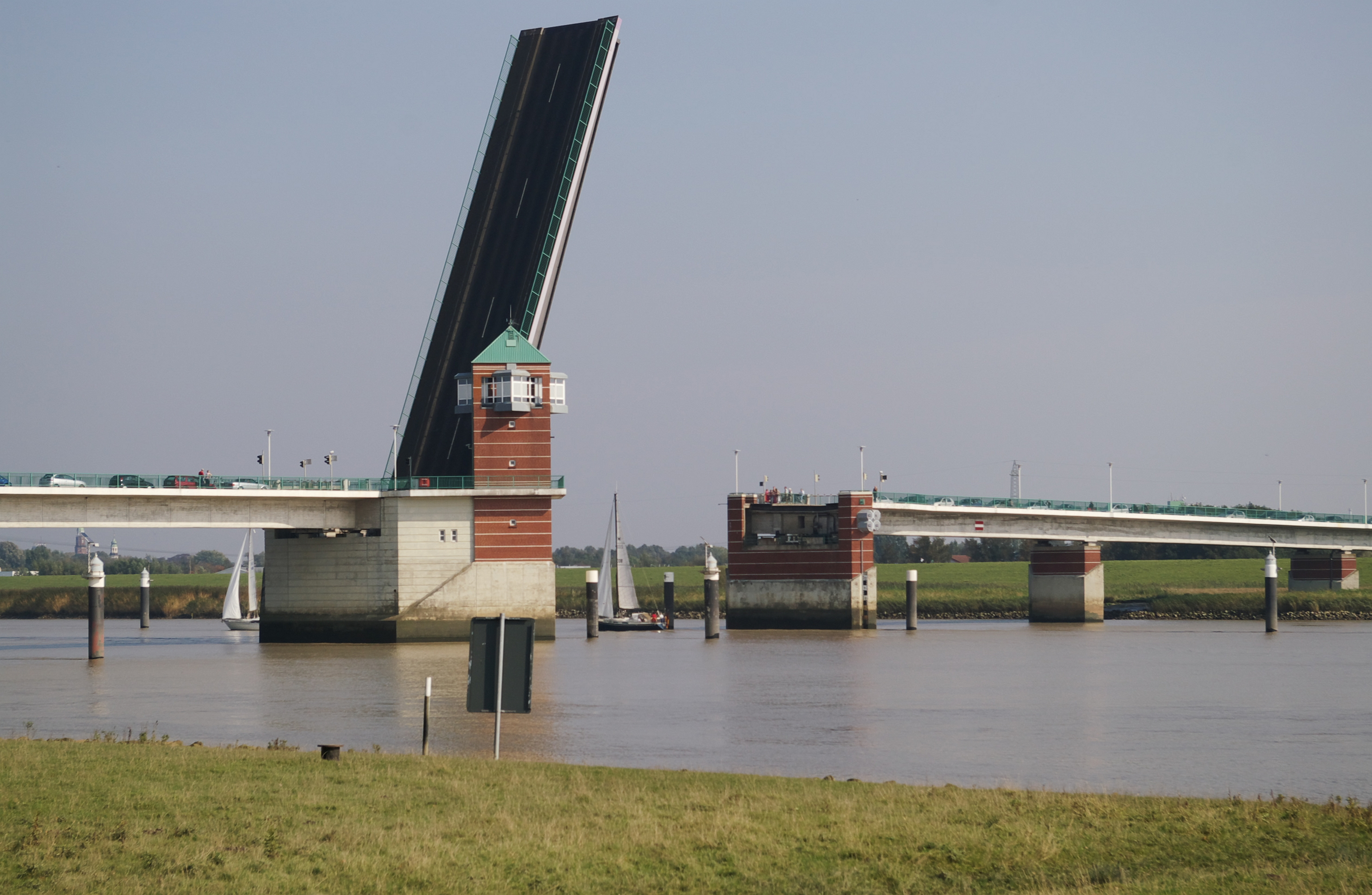
De Jann-Berghaus-Brücke in de Eems ter hoogte van Leer.

B1 · B3 · B3n · B4 · B5 · B6 · B6n · B27 · B51 · B61 · B64 · B65 · B68 · B69 · B70 · B71 · B72 · B73 · B74 · B74n · B75 · B79 · B80 · B82 · B83 · B188 · B190n · B191 · B195 · B207 · B209 · B210 · B211 · B212 · B213 · B214 · B215 · B216 · B217 · B218 · B238 · B239 · B240 · B241 · B242 · B243 · B243a · B244 · B245a · B247 · B248 · B322 · B401 · B402 · B403 · B404 · B408 · B431 · B433 · B434 · B435 · B436 · B437 · B438 · B439 · B440 · B441 · B442 · B443 · B444 · B445 · B446 · B447 · B461 · B475 · B482 · B490 · B493 · B494 · B495 · B496 · B497 · B524 · B530